# Sacro Cuore di Maria
Le titre cardinalice de Sacro Cuore di Maria (Sacré-Cœur de Marie) a été institué par le pape Paul VI le 5 février 1965 dans la constitution apostolique Sacrum Patrum Cardinalium. Il est attaché à la basilique Sacro Cuore Immacolato di Maria dans le quartier de Pinciano à Rome.

## Titulaires
- Ángel Herrera Oria (1965-1968)
- Arcadio María Larraona Saralegui, C.M.F. (1969-1973)
- Lawrence Trevor Picachy, S.I. (1976-1992)
- Julius Riyadi Darmaatmadja, S.I. (1994-)

### Sources
- (it) Cet article est partiellement ou en totalité issu de l’article de Wikipédia en italien intitulé « Sacro Cuore di Maria (titolo cardinalizio) » (voir la liste des auteurs).